# 亚里·纳拉宁
亚里·纳拉宁（芬蘭語：Jari Naranen，？—），芬兰男子田径运动员。他曾代表芬兰参加1988年夏季残疾人奥林匹克运动会田径比赛，获得男子10000米A6A8A9L4级银牌。